# امی-کاترین د بری
امی-کاترین د بری (انگلیسی: Amy-Cathérine de Bary؛ زادهٔ ۲۹ ژانویهٔ ۱۹۴۴) از برندگان مدال‌های بازی‌های المپیک اهل سوئیس است.